# Companhia Siderúrgica Nacional
Companhia Siderúrgica Nacional (CSN) is een Braziliaans staalbedrijf met hoofdzetel in Volta Redonda. Het bedrijf produceert verscheidene soorten staal die ze wereldwijd in eenenzeventig landen verkoopt. Het is Braziliës grootste staalfabrikant.
CSN werd op 9 april 1941 als een staatsbedrijf door de Braziliaanse regering opgericht. De oprichting van het bedrijf was het resultaat van een overeenkomst tussen de Amerikaanse en de Braziliaanse overheid, geheten Washington-akkoorden omtrent de productie van staal ten behoeve van de geallieerden tijdens de Tweede Wereldoorlog.
Vanaf 1946 wordt bij de President Vargas Steelworks in Volta Redonda in de staat Rio de Janeiro cokes, ruwijzer en staal geproduceerd. De capaciteit werd nadien in stappen uitgebreid, van 1,6 miljoen ton in 1974 naar 4,5 miljoen ton staal op jaarbasis in 1989.
In 1993 werd CSN door de regering van Itamar Franco geprivatiseerd.
In juli 2002 werd bekendgemaakt dat CSN en het Brits-Nederlands staalbedrijf Corus in gesprek waren over een fusie. CSN is eigenaar van de Casa de Pedra-mijn, waar jaarlijks ruim 10 miljoen ton ijzererts wordt gewonnen, beschikt over een eigen haven voor de overslag van steenkool en staal en produceert staal. Corus was destijds zes keer groter dan CSN waardoor eerder sprake was van een overname dan een fusie. In november 2002 werden de besprekingen gestaakt vanwege de aanhoudende economische onzekerheid. Als de overname was geslaagd, was Corus de vijfde staalproducent ter wereld geworden.
In 2006 positioneerde CSN zich tussen Corus en Tata Steel. Deze hadden overeenstemming bereikt over een overname. Tata Steel was bereid alle aandelen te kopen tegen een koers van 455 pence per stuk. CSN deed op 17 november een hoger bod van 475 pence per aandeel. Er ontstond een biedingsstrijd om Corus en na een finale veiling heeft de Britse fusieautoriteit op 31 januari 2007 Corus toegewezen aan Tata Steel. Deze had een bod gedaan van 608 pence, slechts 5 pence meer dan CSN had geboden. Het bod van Tata Steel had een waarde van € 8,1 miljard.
In 2011 produceerde het bedrijf circa 5 miljoen ton staal en was daarmee het grootste geïntegreerde staalbedrijf in Latijns-Amerika. Voor de belangrijkste grondstof, ijzererts, beschikt CSN over twee mijnen in Minas Gerais, Casa de Pedra en Namisa. Zij heeft belangen in twee spoorwegmaatschappijen en een haventerminal voor de aan- en afvoer van grondstoffen en eindproducten. In mei 2009 kreeg CSN  een belang in de cementindustrie. Een bijproduct van de staalproductie is slak, een toeslagmateriaal voor cement en beton. Voor de energievoorziening beschikt het over eigen elektriciteitscentrales die het vrijgekomen hoogovengas als brandstof gebruiken.